# Love It or List It Vancouver
Love It or List It Vancouver ( Ame-a ou Deixe-a Vancouver) é uma série de TV canadense (estilo reality show) de home design exibida na W Network. O programa foi o primeiro spin off de Love It ou List It e o segundo na franquia Love it or List It. É produzido pela Big Coat Productions e está baseado na região da Grande Vancouver e em outras áreas circundantes da Colúmbia Britânica, no Canadá. Estreou em horário nobre na W Network, em janeiro de 2013. Ele é apresentado por Jillian Harris (ex-estrela do Bachelor e The Bachelorette) e pelo agente imobiliário Todd Talbot. Nos Estados Unidos, o show é intitulado Love It ou List It, Too, transmitido pela rede HGTV. No Canadá, novos episódios da terceira temporada começaram a ser transmitidos em 6 de julho de 2015 na W Network às 10h. Os novos episódios da quinta temporada de Love It ou List It Too (o título dos EUA) começaram a ser transmitidos em 24 de julho de 2015. No Brasil, é transmitida pelo canal Discovery Home&Health. Os episódios da quinta temporada de Ame-a ou Deixe-a Vancouver (o título do Brasil) começaram a ser transmitidos em 13 de junho de 2019.

## Enredo
Em cada episódio de Love It or List It Vancouver, um casal ou família é confrontado com a necessidade de decidir se sua casa atual é ou não a certa para eles. Com uma lista do que eles precisariam mudar em sua casa atual, e o que eles precisariam em uma nova casa, ambos os anfitriões - uma designer e um corretor de imóveis – lutam para tentar ajudar os clientes a tomar a decisão mais fácil. O designer tenta conquistar os proprietários ao renovar sua casa atual, e o agente de imóveis tenta encontrar o lar de seus sonhos.

## Os anfitriões e suas equipes

### Apresentadores
Jillian Harris –  Nascida em 30 de dezembro de 1979, em Peace River, Alberta, Canadá, ela é mais conhecida por seu trabalho nos programas da ABC The Bachelor e The Bachelorette. Harris também trabalhou como designer no Extreme Makeover Home Edition da ABC. Agora, ela volta para o Canadá a fim de competir contra o co-anfitrião e rival, Todd Talbot. Como Hilary Farr, seu trabalho é fazer com que os clientes no show recuperem seu amor por sua casa novamente.
Todd Talbot – Nascido em 12 de junho de 1973, em Vancouver, British Columbia, Canadá, ele é um ex-ator, agora um corretor de imóveis, e co-anfitrião e rival de Jillian Harris. Ele é casado com a cantora e modelo internacional Rebecca Talbot desde março de 2007. Eles têm um casal de filhos. Como David Visentin, seu trabalho é conseguir clientes no show para listar (vender) sua casa para a fim de obter uma oportunidade melhor.

### Equipe de Design
- Jillian possui uma equipe de design que trabalha com ela em cada episódio. Francesca Albertazzi lidera o time com Megan Bennett, Sarah Johnson e Farah Malik.

### Empreiteiro
- Kenny Gemmill – É o empreiteiro geral de Jillian, também um bombeiro e proprietário da Kits Construction and Development Ltd com sede em Vancouver. Ele supervisiona todas as equipes de construção que trabalham no show